# Minquartia guianensis
Minquartia guianensis ist ein Baum in der Familie der Olacaceae aus dem mittleren bis nördlichen Südamerika bis nach Zentralamerika. Es ist die einzige Art der Gattung Minquartia.

## Beschreibung
Minquartia guianensis wächst als immergrüner Baum bis über 25 Meter hoch. Der Stammdurchmesser erreicht bis über 120 Zentimeter. Es werden kleinere Brettwurzeln gebildet, an größeren Exemplaren ist der Stamm manchmal geriffelt bis „gefenstert“. Die braune bis braun-graue Borke ist leicht rissig bis schuppig oder abblätternd. Der Baum führt einen Milchsaft.
Die einfachen und wechselständigen Laubblätter sind kurz gestielt. Der kurze, rinnige Blattstiel ist bis etwa 2–3 Zentimeter lang. Die Blätter sind leicht ledrig, ganzrandig, bespitzt oder spitz bis zugespitzt und eiförmig bis verkehrt-eiförmig oder elliptisch. Die Blätter sind etwa 9–18 Zentimeter lang, oberseits fast kahl und unterseits heller und auf den Adern leicht behaart.
Es werden achselständige, kurze, rostig behaarte und ährige bis traubige Blütenstände mit büscheligen Gruppen gebildet. Die duftenden, sehr kleinen und sitzenden bis kurz gestielten, zwittrigen, etwa fünf-, sechszähligen Blüten mit doppelter Blütenhülle sind gelblich bis cremefarben. Der becherförmige und kurz gezähnte Kelch ist außen rostig behaart. Die Petalen sind becherförmig verwachsen mit kurzen, spitzen, innen zottig behaarten Zipfeln. Es sind 10 sehr kurze Staubblätter, in zwei leicht ungleichen Kreisen, in der Kronröhre vorhanden. Der oberständige Fruchtknoten ist behaart mit minimalem Griffel und gelappter Narbe.
Es werden kleine und einsamige, erst rötliche, später schwärzliche, 2–3 Zentimeter lange, eiförmige bis ellipsoide, olivenförmige, glatte, dünnfleischige Steinfrüchte mit oft beständigem Kelch gebildet. Der ellipsoide und knochige Steinkern ist wärzlich.

## Verwendung
Das hart und beständige, recht schwere Holz wird vielfältig verwendet. Es ist bekannt als Acariquara, Acaiquara und Manwood.
Aus den Zweigen wird Brasilianisches Sandelholzöl gewonnen.